# UG级潜艇
UG级潜艇（德語：U-Boot-Klasse UG）是德意志帝国海军在第一次世界大战的最后阶段规划建造的一个潜艇或称U艇艇级，设计用于打击往返英国的协约国护航船队。

## 历史
1918年夏天，德意志帝国海军潜艇监察局（Inspektion des U-Bootwesens）决定重新设计一款中型潜艇，以接替UB-III型艇的任务。与UF级一样，相关考量的决定性因素是要求将燃料舱容纳在艇体内部，以避免遭到深水炸弹袭击后留下油迹。由此便衍生了介乎于单壳体和双壳体潜艇之间的混合样式，即具有相对较大的耐压壳体和相应较小的外部油箱。而全新的线条设计应赋予该级艇最佳的潜航性能。这个设计尤其契合艇艉，其中通过取消水下鱼雷发射管并将螺旋轴重新布置在耐压壳体的轴线上，创建了几乎是纺锤形的艇体（意味着水下阻力特别低）。两具鱼雷发射管则安装在上甲板舯部，需朝艉部方向发射。
1918年8月，经过各部门就较大的UG-I型和较小的UG-II型进行广泛的讨论后，最终决定采用大型方案，即水面航速超过13節（24每小時），且艇艏还应有至少四具鱼雷发射管。然而，随着战争结束，详细的设计未再继续进行。此外，建造合同也未正式发包——当局仅是指定了建造场所和确定了1920年的计划交付目标。计划总共建造101艘同级艇。战争结束后，几乎所有关于UG级潜艇的文件都被销毁，仅有一幅艇体截面轮廓图幸存下来。
在1926年魏玛国家海军的A号秘密动员计划中，UG级潜艇再次被列为待建型号。因此，海军造舰技监弗里德里希·许勒尔以51号工程（Projekt 51）的名义重启了这款设计。UG级潜艇是德国在第二次世界大战中部分类型潜艇的设计基础，其中一些是投入大批量生产的。因此，通过造舰局与荷兰造舰工程局的合作，芬兰海军的水妖级、纳粹德国海军的I级和VII级、苏联海军的斯大林级以及土耳其的居尔号潜艇（前西班牙E-1级）都是UG级的直系后代。